# Europäisches Zentrum der Solidarność

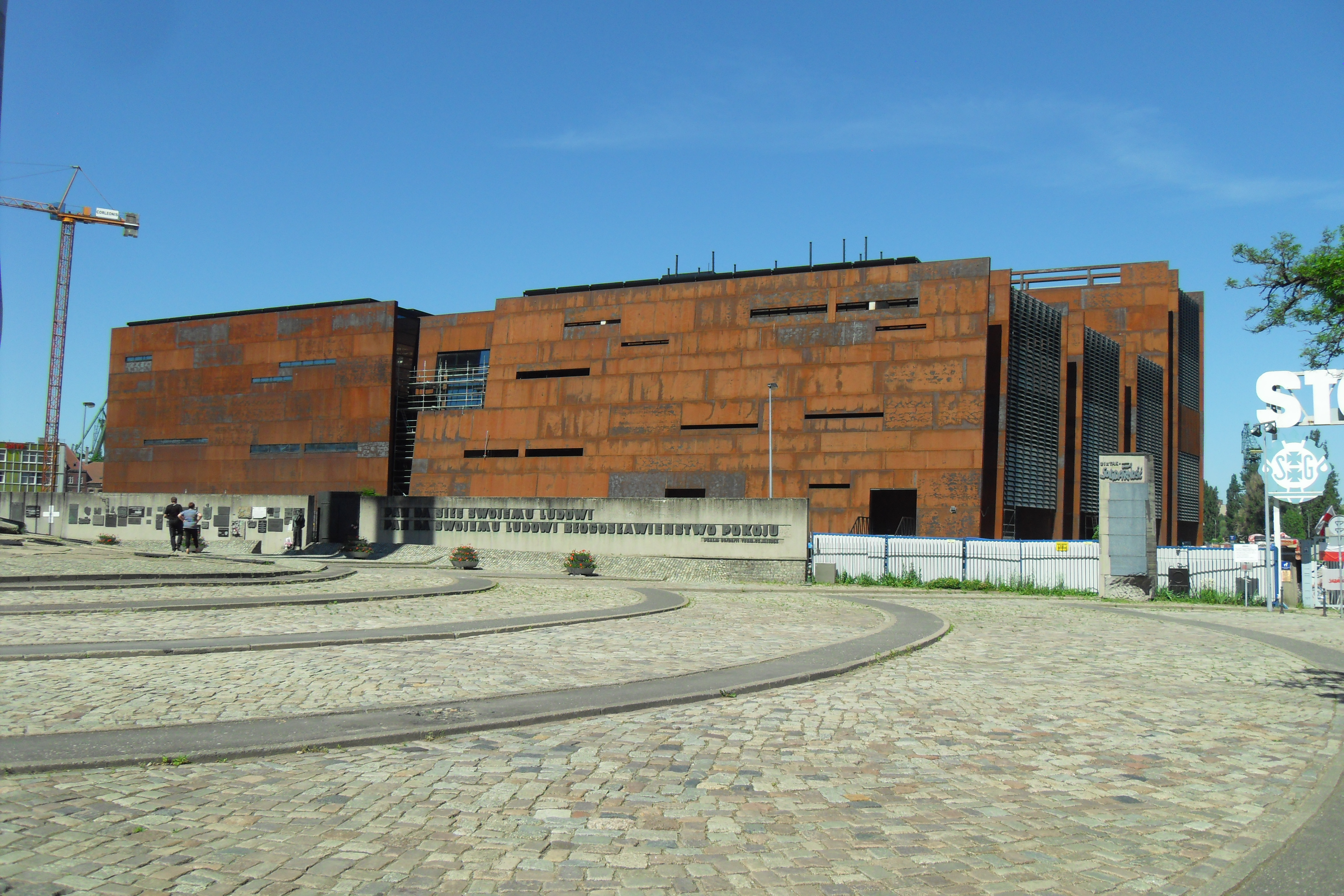
Gdańsk – Europejskie Centrum Solidarności (Mai 2014)

Europejskie Centrum Solidarności, das Europäische Solidarność-Zentrum oder Europäisches Zentrum der Solidarität (ECS), ist die im Herbst 2007 vom gleichnamigen Gewerkschaftsbund NSZZ Solidarność und dem polnischen Kulturministerium in Danzig ins Leben gerufene Einheit aus einem Museum über die Gewerkschaft, ihrem Zentralarchiv, einer Multimedia-Bibliothek sowie einem Bildungszentrum. Die Anlage besteht aus mehreren neu gestalteten und historischen Elementen. Einbezogen werden geschichtsträchtige Orte wie der plac Solidarności mit dem Denkmal für die gefallenen Werftarbeiter und dem berühmten Werfttor sowie das Gebäude der Arbeitsschutzhalle der Danziger Werft, das den Gewerkschaftsaktivisten während der legalen Phase ihrer Arbeit als Konferenzsaal diente. Der Bau des ECS wurde von der Europäischen Union mit 51 Mio. Euro gefördert. Es wurde am 31. August 2014 eröffnet.

## Direktor
Leiter des Zentrums ist seit März 2011 Basil Kerski. Ehemaliger Leiter war der Dominikaner Maciej Zięba. Der Physiker, Theologe und Philosoph leitete das Institut Tertio Millennio in Krakau und verbreitete die Ideen des polnischen Papstes Johannes Paul II. Zięba war seit 1973 mit der demokratischen Opposition verbunden. In den 1980er Jahren war er Berater des Gewerkschaftsbundes NSZZ „Solidarność“ und Journalist in der Wochenzeitung Tygodnik Solidarność.

## Dankbarkeitsmedaille
Das Zentrum vergab 2010 erstmals die Dankbarkeitsmedaille (Medal Wdzięczności). Diese ist eine Auszeichnung zum Gedenken der Ereignisse vom August 1980, zur Ehrung der Menschen aus aller Welt, die in den 80er Jahren Polen im Kampf um die Wiedergewinnung der Freiheit unterstützten und Unterstützungskomitees für Solidarność organisierten. Bronisław Komorowski sagte, die Empfänger der Medaille hätten einen Anteil am Sieg im Kampf für Freiheit und am Stoff, aus dem die polnisch-deutsche Freundschaft gewebt ist.
Auf der Medaille befinden sich folgende Personen: Lech Wałęsa – Vorsitzender, Bogdan Borusewicz (Senatsmarschall), Jerzy Borowczak für das Europäische Zentrum von Solidarność, Zbigniew Bujak für Masowien, Mirosław Chojecki als Koordinator der Hilfe im Bereich der Geräte aus dem Ausland, Władysław Frasyniuk für Niederschlesien, Tadeusz Jedynak für Oberschlesien, Stefan Jurczak für Kleinpolen, Bogdan Lis für Danzig, Andrzej Milczanowski für Westpommern, Janusz Pałubicki für Großpolen, Jan Rulewski für Bydgoszcz, Grażyna Staniszewska für Podbeskidzie und Danuta Winiarska-Kuroń für die mittelöstliche Region.
Sie wurde erstmals an Bernard Kouchner vergeben. Am 3. September 2010 überreichte der polnische Staatspräsident Bronisław Komorowski gemeinsam mit Bundestagspräsident Norbert Lammert Dankbarkeitsmedaillen an zehn Deutsche. Darunter waren Wolfgang Stock, Wolfgang Templin, Ludwig Mehlhorn, Roland Jahn, Joachim Trenkner, Reinhold Vetter, Christian Semler, Helga Hirsch, Ruth Henning, Hans Henning Hahn und Elisabeth Weber. Die Preisträger hatten (z. B. durch Bekundungen und Lieferungen) den Protest der Solidarność unterstützt oder Artikel über Polen veröffentlicht.
2017 wurde der Direktor des Darmstädter Deutschen Polen-Instituts Dieter Bingen mit der Medaille ausgezeichnet. 2021 wurden der frühere steirische Landesrat Hermann Schaller und posthum dessen Frau Ilse Schaller mit der Dankbarkeitsmedaille geehrt.

## Trivia
Der ehemalige polnische Präsident Lech Wałęsa nutzt seit Januar 2015 ein Büro im Solidarność-Zentrum.

## Konflikt
Ende Januar 2019 forderte der Minister für Kultur und Nationalerbe, Piotr Gliński, dass das ECS-Management Elemente in die Ausstellung einfügt, die der historischen Politik der PiS entsprechen, sowie einen vom Ministerium angegebenen stellvertretenden Direktor einführt. Im Falle der Absage sollte die jährliche Subvention von 7 auf 4 Millionen Złotys gekürzt werden. Das Management lehnte es ab, die Forderungen des Ministers zu erfüllen, und der fehlende Betrag von 3 Mio. Złoty wurde in der öffentlichen Sammlung gesammelt.

## Auszeichnung
- 2016: Museumspreis des Europarates